# Assemblée nationale (metropolitana di Parigi)
Assemblée nationale è una stazione della linea 12 della metropolitana di Parigi.

## La stazione

### Ubicazione
Essa è ubicata sotto il boulevard Saint-Germain fra la rue de Lille e la rue de l'Université.

### Origine del nome
Portò il nome di Chambre des députés fino al 30 giugno 1989. Dal 1º luglio dello stesso anno le venne attribuito l'attuale nome, più attinente alla denominazione ufficiale nella Quinta Repubblica, della prima Camera del Parlamento francese.

### Accessi
- Boulevard Saint-Germain: scala al 239, boulevard Saint-Germain
- Rue de Lille: scala al 278, boulevard Saint-Germain
- Rue de l'Université: scala al 233, boulevard Saint-Germain

## Interscambi
- Bus RATP - 24, 63, 73, 83, 84, 94, Bb
- Noctilien - N01, N02

## Galleria d'immagini

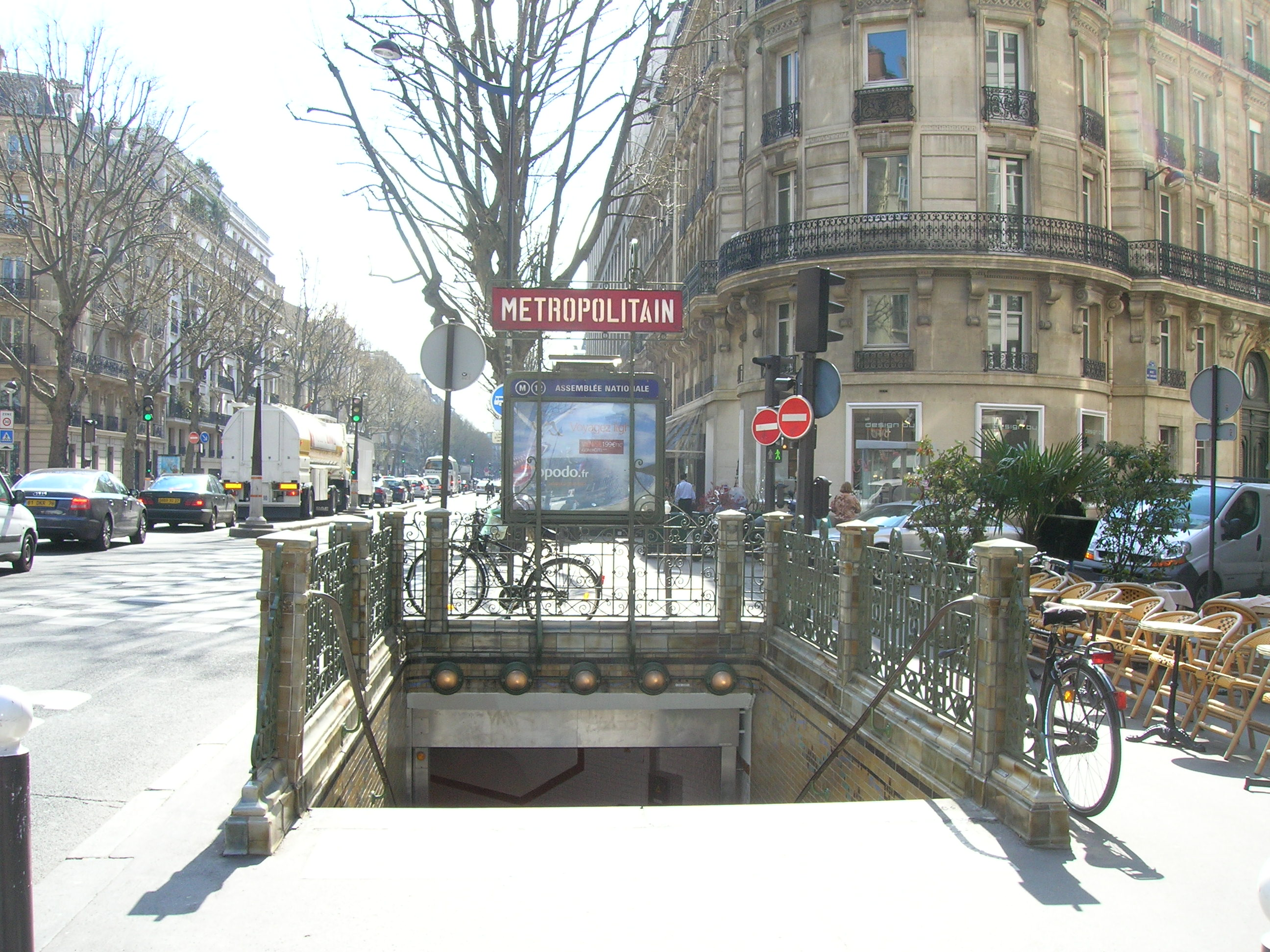
Ingresso della stazione
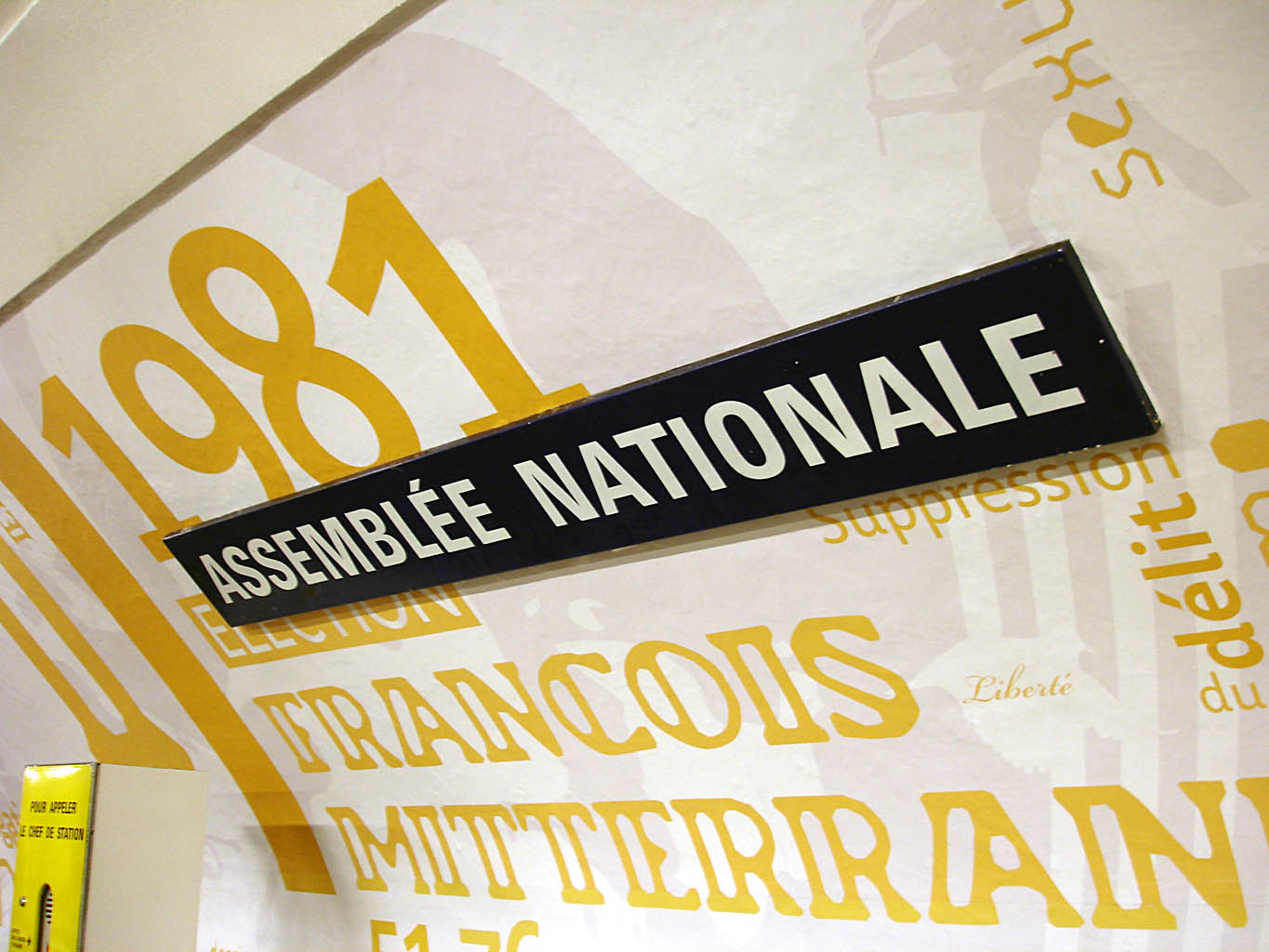
Cartello
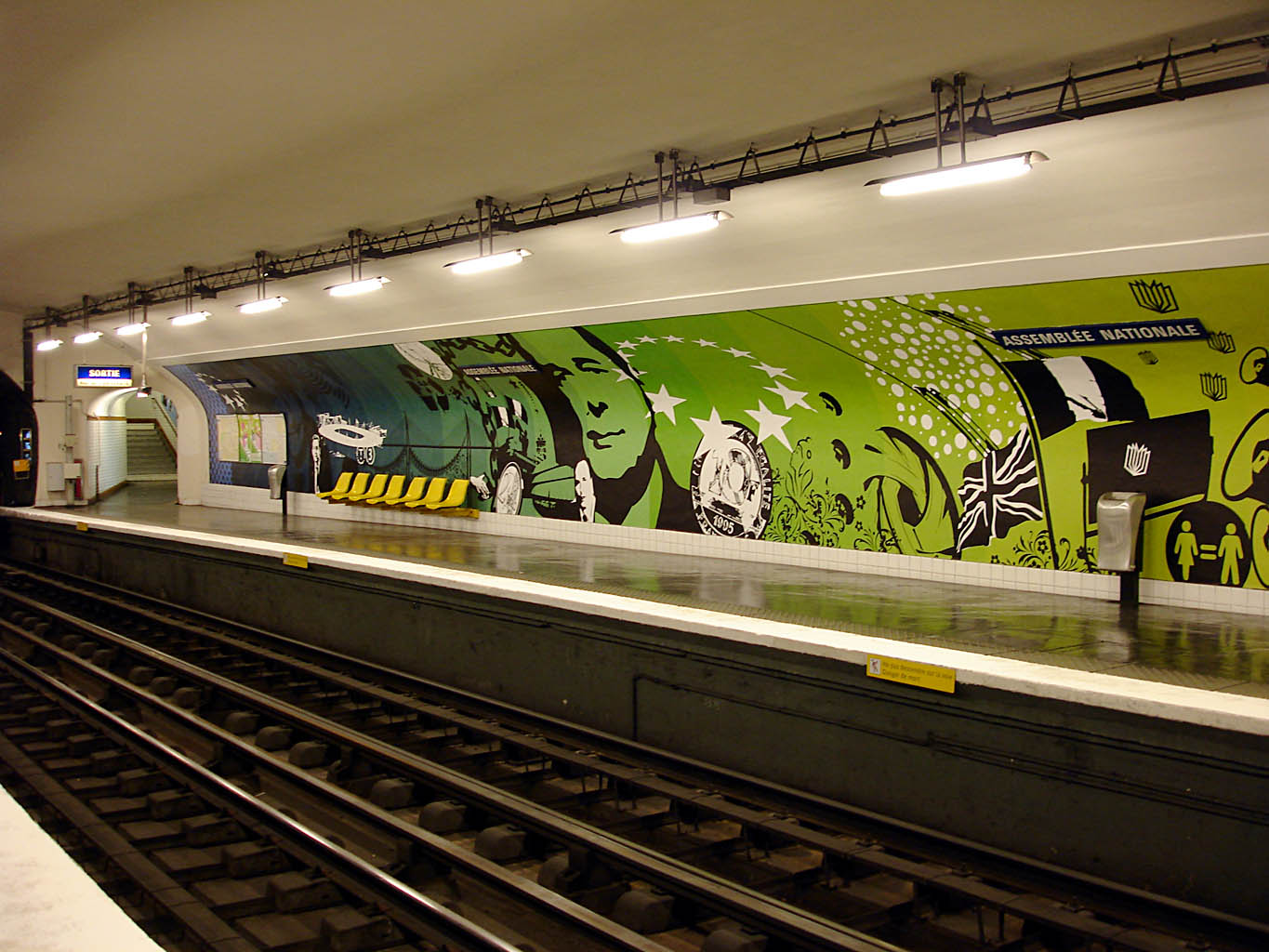
Particolare degli affreschi realizzati il 30 settembre 2008